# Lista de episódios de American Housewife
American Housewife é uma sitcom de televisão estadunidense, criada por Sarah Dunn, e estrelada por Katy Mixon e Diedrich Bader. Estreou em 11 de outubro de 2016 na ABC, com co-produção de Aaron Kaplan, Kenny Schwartz, Rick Wiener, Ruben Fleischer e The Kapital Entertainment–ABC Signature. Em 11 de maio de 2018, a série foi renovada para sua terceira temporada. Em 10 de maio de 2019, foi renovada para sua quarta temporada. Em maio de 2020, a ABC renovou a série para sua quinta temporada, que estreou em 28 de outubro de 2020.
Em 14 de maio de 2021, a ABC cancelou a série após cinco temporadas. O cancelamento foi um tanto inesperado, já que a quinta temporada terminou com vários nichos abertos.
Em 31 de março de 2021, 103 episódios de "American Housewife" foram ao ar, concluindo a quinta temporada e finalizando a série.

## Resumo
| Temporada | Temporada | Episódios | Data de estreia        | Data de encerramento |
| Temporada | Temporada | Episódios | Estreia de temporada   | Final de temporada   |
| --------- | --------- | --------- | ---------------------- | -------------------- |
|           | 1         | 23        | 11 de outubro de 2016  | 16 de maio de 2017   |
|           | 2         | 24        | 27 de setembro de 2017 | 16 de maio de 2018   |
|           | 3         | 23        | 26 de setembro de 2018 | 21 de maio de 2019   |
|           | 4         | 20        | 27 de setembro de 2019 | 13 de maio de 2020   |
|           | 5         | 13        | 28 de outubro de 2020  | 31 de março de 2021  |

## Episódios

### 1ª temporada (2016–17)
| No. na série | No. | Título                     | Dirigido por     | Escrito por                              | Exibição                | Audiência (milhões) |
| ------------ | --- | -------------------------- | ---------------- | ---------------------------------------- | ----------------------- | ------------------- |
| 1            | 1   | "Pilot"                    | Ruben Fleischer  | Sarah Dunn                               | 11 de outubro de 2016   | 6.61                |
| 2            | 2   | "The Nap"                  | John Fortenberry | Sarah Dunn                               | 18 de outubro de 2016   | 5.75                |
| 3            | 3   | "Westport Zombies"         | Chris Koch       | Julie Bean                               | 25 de outubro de 2016   | 5.20                |
| 4            | 4   | "Art Show"                 | Ken Whittingham  | Donald Diego                             | 1 de novembro de 2016   | 5.10                |
| 5            | 5   | "The Snub"                 | Ryan Case        | Rick Wiener & Kenny Schwartz             | 15 de novembro de 2016  | 5.28                |
| 6            | 6   | "The Blow-Up"              | Eyal Gordin      | Vanessa McCarthy                         | 22 de novembro de 2016  | 6.14                |
| 7            | 7   | "Power Couple"             | Ryan Case        | Sam Sklaver                              | 29 de novembro de 2016  | 5.59                |
| 8            | 8   | "Westport Cotillion"       | Rebecca Asher    | Julie Bean                               | 6 de dezembro de 2016   | 5.06                |
| 9            | 9   | "Krampus Katie"            | David Grossman   | Brian Donovan & Ed Herro                 | 13 de dezembro de 2016  | 5.32                |
| 10           | 10  | "The Playdate"             | Declan Lowney    | Donald Diego                             | 3 de janeiro de 2017    | 5.62                |
| 11           | 11  | "The Snowstorn"            | Chad Lowe        | Stephanie Birkitt                        | 10 de janeiro de 2017   | 5.93                |
| 12           | 12  | "Surprise"                 | Stuart McDonald  | Vanessa McCarthy                         | 17 de janeiro de 2017   | 5.47                |
| 13           | 13  | "Then and Now"             | John Fortenberry | Rick Wiener, Kenny Schwartz & Sarah Dunn | 7 de fevereiro de 2017  | 5.40                |
| 14           | 14  | "Time for Love"            | Declan Lowney    | Rick Wiener & Kenny Schwartz             | 14 de fevereiro de 2017 | 5.33                |
| 15           | 15  | "The Man Date"             | Melissa Kosar    | Donald Diego                             | 21 de fevereiro de 2017 | 5.21                |
| 16           | 16  | "Bag Lady"                 | John Putch       | Vanessa McCarthy & Julie Bean            | 7 de março de 2017      | 5.19                |
| 17           | 17  | "Other People's Marriages" | John Fortenberry | Donald Diego                             | 14 de março de 2017     | 4.90                |
| 18           | 18  | "The Otto Motto"           | Phil Traill      | Brian Donovan & Ed Herro                 | 4 de abril de 2017      | 4.39                |
| 19           | 19  | "The Polo Match"           | Linda Mendoza    | Stephanie Birkitt                        | 11 de abril de 2017     | 4.31                |
| 20           | 20  | "The Walk"                 | Chris Koch       | Rick Wiener & Kenny Schwartz             | 18 de abril de 2017     | 4.49                |
| 21           | 21  | "The Club"                 | David Bertman    | Brian Donovan & Ed Herro                 | 2 de maio de 2017       | 4.43                |
| 22           | 22  | "Dude, Where's My Napkin?" | Melissa Kosar    | Julie Bean & Vanessa McCarthy            | 9 de maio de 2017       | 4.29                |
| 23           | 23  | "Can't Hide it Anymore"    | John Putch       | Sarah Dunn                               | 16 de maio de 2017      | 4.39                |

### 2ª temporada (2017–18)
| No. na série | No. | Título                     | Dirigido por    | Escrito por                                 | Exibição                | Audiência (milhões) |
| ------------ | --- | -------------------------- | --------------- | ------------------------------------------- | ----------------------- | ------------------- |
| 24           | 1   | "Back to School"           | Ruben Fleischer | Sarah Dunn                                  | 27 de setembro de 2017  | 5.66                |
| 25           | 2   | "Boar-Dain"                | Rebecca Asher   | Brian Donovan                               | 4 de outubro de 2017    | 4.96                |
| 26           | 3   | "The Uprising"             | John Putch      | Donald Diego                                | 11 de outubro de 2017   | 5.02                |
| 27           | 4   | "The Lice Storm"           | Ken Whittingham | Bill Callahan                               | 18 de outubro de 2017   | 5.11                |
| 28           | 5   | "Boo-Who?"                 | Melissa Kosar   | Kat Likkel & John Hoberg                    | 25 de outubro de 2017   | 4.75                |
| 29           | 6   | "The Pig Whisperer"        | Rebecca Asher   | Sarah Dunn                                  | 1 de novembro de 2017   | 4.53                |
| 30           | 7   | "Family Secrets"           | John Putch      | Rick Wiener & Kenny Schwartz                | 15 de novembro de 2017  | 4.89                |
| 31           | 8   | "Gala Auction"             | John Putch      | Kat Likkel & John Hoberg                    | 29 de novembro de 2017  | 4.51                |
| 32           | 9   | "The Couple"               | John Putch      | Taylor Hamra                                | 6 de dezembro de 2017   | 4.52                |
| 33           | 10  | "Blue Christmas"           | Ken Whittingham | Lindsey Stoddart                            | 13 de dezembro de 2017  | 4.79                |
| 34           | 11  | "Blondetourage"            | Melissa Kosar   | Donald Diego                                | 3 de janeiro de 2018    | 4.74                |
| 35           | 12  | "Selling Out"              | Helen Hunt      | Brian Donovan & Ed Herro                    | 10 de janeiro de 2018   | 4.79                |
| 36           | 13  | "The Anniversary"          | David Bertman   | Bill Callahan                               | 17 de janeiro de 2018   | 5.00                |
| 37           | 14  | "Midlife Crisis"           | Rebecca Asher   | Sarah Dunn                                  | 24 de janeiro de 2018   | 5.32                |
| 38           | 15  | "The Mom Switch"           | Melissa Kosar   | Anthony Lombardo                            | 24 de janeiro de 2018   | 4.16                |
| 39           | 16  | "Field Day"                | Chris Koch      | Taylor Hamra                                | 28 de fevereiro de 2018 | 4.09                |
| 40           | 17  | "All Coupled Up"           | John Putch      | Donald Diego                                | 7 de março de 2018      | 4.20                |
| 41           | 18  | "The Venue"                | Lea Thompson    | Stephanie Birkitt                           | 14 de março de 2018     | 3.71                |
| 42           | 19  | "It's Hard to Say Goodbye" | John Putch      | Rick Wiener & Kenny Schwartz                | 21 de março de 2018     | 4.45                |
| 43           | 20  | "The Inheritance"          | Helen Hunt      | Lindsey Stoddart & Anthony Lombardo         | 4 de abril de 2018      | 4.72                |
| 44           | 21  | "It's Not You, It's Me"    | Chris Koch      | Brian Donovan & Ed Herro                    | 11 de abril de 2018     | 3.99                |
| 45           | 22  | "Sliding Sweaters"         | Helen Hunt      | Donald Diego                                | 2 de maio de 2018       | 3.70                |
| 46           | 23  | "Finding Fillion"          | David Bertram   | Bill Callahan, Rick Wiener & Kenny Schwartz | 9 de maio de 2018       | 4.12                |
| 47           | 24  | "The Spring Gala"          | John Putch      | Sarah Dunn                                  | 16 de maio de 2018      | 4.15                |

### 3ª temporada (2018–19)
| No. na série | No. | Título                    | Dirigido por     | Escrito por                                                                     | Exibição                | Audiência (milhões) |
| ------------ | --- | ------------------------- | ---------------- | ------------------------------------------------------------------------------- | ----------------------- | ------------------- |
| 48           | 1   | "Mom Guilt"               | Ken Whittingham  | Donald Diego                                                                    | 26 de setembro de 2018  | 4.43                |
| 49           | 2   | "Here We Go Again"        | Helen Hunt       | Rick Wiener & Kenny Schwartz                                                    | 3 de outubro de 2018    | 4.48                |
| 50           | 3   | "Cheaters Sometimes Win"  | Mixhael McDonald | Brian Donovan & Ed Herro                                                        | 10 de outubro de 2018   | 4.27                |
| 51           | 4   | "Enemies: An Otto Story"  | Melissa Kosar    | Jonathan Fener                                                                  | 17 de outubro de 2018   | 4.17                |
| 52           | 5   | "Trust Me"                | Paul Murphy      | Taylor Hamra                                                                    | 24 de outubro de 2018   | 4.23                |
| 53           | 6   | "Body Image"              | Ken Whittingham  | Rick Wiener, Kenny Schwartz & Sarah Dunn                                        | 31 de outubro de 2018   | 4.14                |
| 54           | 7   | "The Code"                | Chris Koch       | Anthony Lombardo                                                                | 7 de novembro de 2018   | 4.46                |
| 55           | 8   | "Trophy Wife"             | John Putch       | Lindsey Stoddart                                                                | 28 de novembro de 2018  | 4.39                |
| 56           | 9   | "Highs and Lows"          | Ken Whittingham  | Taylor Hamra                                                                    | 5 de dezembro de 2018   | 3.95                |
| 57           | 10  | "Saving Christmas"        | Jennifer Arnold  | Jeremy Hall                                                                     | 12 de dezembro de 2018  | 4.57                |
| 58           | 11  | "The Things You Do"       | Rebecca Asher    | Taylor Hamra                                                                    | 5 de fevereiro de 2019  | 4.54                |
| 59           | 12  | "Disconnected"            | Melissa Kosar    | Jonathan Fener                                                                  | 12 de fevereiro de 2019 | 4.23                |
| 60           | 13  | "Mo' Money, Mo' Problems" | Anya Adams       | Donald Diego                                                                    | 19 de fevereiro de 2019 | 4.33                |
| 61           | 14  | "Baby Crazy"              | David Bertman    | Brian Donovan & Ed Herro                                                        | 26 de fevereiro de 2019 | 4.41                |
| 62           | 15  | "American Idol"           | John Putch       | Jordan Roter                                                                    | 19 de março de 2019     | 3.84                |
| 63           | 16  | "Insta-Friends"           | Chris Koch       | Lindsey Stoddart & Anthony Lombardo                                             | 26 de março de 2019     | 3.82                |
| 64           | 17  | "Liar Liar, Room on Fire" | Betsy Thomas     | Donald Diego                                                                    | 9 de abril de 2019      | 3.60                |
| 65           | 18  | "Phone Free Day"          | Nirvana Adams    | Taylor Hamra                                                                    | 16 de abril de 2019     | 3.87                |
| 66           | 19  | "Grandma's Way"           | Paul Murphy      | Lauren Caltagirone & Jeremy Hall                                                | 23 de abril de 2019     | 4.02                |
| 67           | 20  | "Field Trippin'"          | John Putch       | Jonathan Fener                                                                  | 30 de abril de 2019     | 4.28                |
| 68           | 21  | "Locked in the Basement"  | Chris Koch       | Brian Donovan & Ed Herro                                                        | 7 de maio de 2019       | 3.96                |
| 69           | 22  | "The Dance"               | Melissa Kosar    | Rick Wiener, Kenny Schwartz & Sarah Dunn                                        | 14 de maio de 2019      | 3.67                |
| 70           | 23  | "A Mom's Parade"          | Paul Murphy      | História por: Rick Weiner & Kenny SchwartzRoteiro por: Kat Likkel & John Hoberg | 21 de maio de 2019      | 3.64                |

### 4ª temporada (2019–20)
| No. na série | No. | Título                                    | Dirigido por     | Escrito por                           | Exibição               | Audiência (milhões) |
| ------------ | --- | ----------------------------------------- | ---------------- | ------------------------------------- | ---------------------- | ------------------- |
| 71           | 1   | "The Minivan"                             | Paul Murphy      | Jonathan Fener                        | 27 de setembro de 2019 | 3.34                |
| 72           | 2   | "Bed, Bath & Beyond Our Means"            | Natalia Anderson | Lindsey Stoddart                      | 4 de outubro de 2019   | 3.29                |
| 73           | 3   | "Bigger Kids, Bigger Problems"            | Paul Murphy      | Sherry Bilsing-Graham & Ellen Plummer | 11 de outubro de 2019  | 3.36                |
| 74           | 4   | "Lasagna"                                 | John Putch       | Lauren Caltagirone                    | 18 de outubro de 2019  | 3.27                |
| 75           | 5   | "The Maze"                                | Melissa Kosar    | Anthony Lombardo                      | 25 de outubro de 2019  | 3.31                |
| 76           | 6   | "Girls' Night Out"                        | Melissa Kosar    | Michael Hobert                        | 1 de novembro de 2019  | 3.68                |
| 77           | 7   | "Flavor of Westport"                      | Alisa Statman    | Jeremy Hall                           | 15 de novembro de 2019 | 3.34                |
| 78           | 8   | "Women in Business"                       | Nirvana Adams    | Donald Diego                          | 22 de novembro de 2019 | 3.31                |
| 79           | 9   | "Hip to Be Square"                        | David L. Bertman | Henning Fog & Nick Roth               | 29 de novembro de 2019 | 2.86                |
| 80           | 10  | "The Bromance Before Christmas"           | Chris Koch       | Jonathan Fener                        | 13 de dezembro de 2019 | 3.30                |
| 81           | 11  | "One Step Forward, Three Steps Back"      | Paul Murphy      | Sherry Bilsing-Graham & Ellen Plummer | 17 de janeiro de 2020  | 3.40                |
| 82           | 12  | "Wildflower Girls"                        | Chris Koch       | Patrick Sheehan                       | 24 de janeiro de 2020  | 3.37                |
| 83           | 13  | "The Great Cookie Challenge"              | Eric Dean Seaton | Michael Hobert                        | 31 de janeiro de 2020  | 3.19                |
| 84           | 14  | "A Very English Scandal"                  | Ken Whittingham  | Anthony Lombardo                      | 18 de março de 2020    | 3.16                |
| 85           | 15  | "In My Room"                              | Randall Winston  | Jeremy Hall                           | 25 de março de 2020    | 2.84                |
| 86           | 16  | "The Battle for Second Breakfast"         | Alisa Statman    | Lauren Caltagirone                    | 1 de abril de 2020     | 3.12                |
| 87           | 17  | "All is Fair in Love and War Reenactment" | Melissa Kosar    | Michael Hobart & Anthony Lombardo     | 15 de abril de 2020    | 3.12                |
| 88           | 18  | "Senior Prank"                            | Chris Koch       | Donald Diego                          | 22 de abril de 2020    | 3.00                |
| 89           | 19  | "Vacation!"                               | Chris Koch       | Jonathan Fener                        | 6 de maio de 2020      | 2.80                |
| 90           | 20  | "Prom"                                    | Melissa Kosar    | Donald Diego                          | 13 de maio de 2020     | 3.05                |

### 5ª temporada (2020–21)
| No. na série | No. | Título                           | Dirigido por     | Escrito por                                                       | Exibição                | Audiência (milhões) |
| ------------ | --- | -------------------------------- | ---------------- | ----------------------------------------------------------------- | ----------------------- | ------------------- |
| 91           | 1   | "Graduation"                     | Melissa Kosar    | Rick Wiener, Kenny Schwartz & Sarah Dunn                          | 28 de outubro de 2020   | 3.45                |
| 92           | 2   | "Psych"                          | Chris Koch       | Rick Wiener, Kenny Schwartz & Sarah Dunn                          | 4 de novembro de 2020   | 3.14                |
| 93           | 3   | "Coupling"                       | Alisa Statman    | Rick Wiener & Kenny Schwartz                                      | 18 de novembro de 2020  | 2.90                |
| 94           | 4   | "Homeschool Sweet Homeschool"    | Chris Koch       | Jonathan Fener                                                    | 25 de novembro de 2020  | 3.13                |
| 95           | 5   | "Kids These Days"                | Randall Winston  | Anthony Lombardo                                                  | 2 de dezembro de 2020   | 3.15                |
| 96           | 6   | "Mother's Little Helper"         | Eric Dean Seaton | Stephanie Birkitt                                                 | 13 de janeiro de 2021   | 3.13                |
| 97           | 7   | "Under Pressure"                 | Chris Koch       | Michael Hobert                                                    | 27 de janeiro de 2021   | 2.79                |
| 98           | 8   | "Encourage, Discourage"          | Randall Winston  | Sherry Bilsing-Graham & Ellen Kreamer                             | 3 de fevereiro de 2021  | 2.71                |
| 99           | 9   | "The Heist"                      | Chris Koch       | Donald Diego                                                      | 10 de fevereiro de 2021 | 2.64                |
| 100          | 10  | "Getting Frank with the Ottos"   | Melissa Kosar    | História por: Sarah DunnRoteiro por: Rick Wiener & Kenny Schwartz | 24 de fevereiro de 2021 | 3.15                |
| 101          | 11  | "The Guardian"                   | Randall Winston  | Jeremy Hall                                                       | 3 de março de 2021      | 2.73                |
| 102          | 12  | "How Oliver Got His Groove Back" | Melissa Kosar    | Feraz Ozel                                                        | 24 de março de 2021     | 2.72                |
| 103          | 13  | "The Election"                   | Chris Koch       | Nick Roth & Henning Fog                                           | 31 de março de 2021     | 2.72                |

## Audiência
| Temporada | Temporada | Ep. 1 | Ep. 2 | Ep. 3 | Ep. 4 | Ep. 5 | Ep. 6 | Ep. 7 | Ep. 8 | Ep. 9 | Ep. 10 | Ep. 11 | Ep. 12 | Ep. 13 | Ep. 14 | Ep. 15 | Ep. 16 | Ep. 17 | Ep. 18 | Ep. 19 | Ep. 20 | Ep. 21 | Ep. 22 | Ep. 23 | Ep. 24 |
| --------- | --------- | ----- | ----- | ----- | ----- | ----- | ----- | ----- | ----- | ----- | ------ | ------ | ------ | ------ | ------ | ------ | ------ | ------ | ------ | ------ | ------ | ------ | ------ | ------ | ------ |
|           | 1         | 6.61  | 5.75  | 5.20  | 5.10  | 5.28  | 6.14  | 5.59  | 5.06  | 5.32  | 5.62   | 5.93   | 5.47   | 5.40   | 5.33   | 5.21   | 5.19   | 4.90   | 4.39   | 4.31   | 4.49   | 4.43   | 4.29   | 4.39   | N/A    |
|           | 2         | 5.66  | 4.96  | 5.02  | 5.11  | 4.75  | 4.53  | 4.89  | 4.51  | 4.52  | 4.79   | 4.74   | 4.52   | 5.00   | 5.32   | 4.16   | 4.09   | 4.20   | 3.71   | 4.45   | 4.72   | 3.99   | 3.70   | 4.12   | 4.15   |
|           | 3         | 4.43  | 4.48  | 4.27  | 4.17  | 4.23  | 4.14  | 4.46  | 4.39  | 3.95  | 4.57   | 4.54   | 4.23   | 4.33   | 4.41   | 3.84   | 3.82   | 3.60   | 3.87   | 4.02   | 4.28   | 3.96   | 3.67   | 3.64   | N/A    |
|           | 4         | 3.34  | 3.29  | 3.36  | 3.27  | 3.31  | 3.68  | 3.34  | 3.31  | 2.86  | 3.30   | 3.40   | 3.37   | 3.19   | 3.16   | 2.84   | 3.12   | 3.12   | 3.00   | 2.80   | 3.05   | N/A    | N/A    | N/A    | N/A    |
|           | 5         | 3.45  | 3.14  | 2.90  | 3.13  | 3.15  | 3.13  | 2.79  | 2.71  | 2.64  | 3.15   | 2.73   | 2.72   | 2.72   | N/A    | N/A    | N/A    | N/A    | N/A    | N/A    | N/A    | N/A    | N/A    | N/A    | N/A    |